# Tarzzan
Lee Chae-won (hangul: 이채원 (); Ulsan, 27 de septiembre de 2002), mejor conocido por su nombre artístico Tarzzan, es un cantante, modelo y bailarín surcoreano, conocido por ser miembro del grupo mixto surcoreano AllDay Project bajo la compañía The Black Label.

## Biografía
Lee Chae-won nació el 27 de septiembre de 2002 en Ulsan, Corea del Sur. Asistió a la Busan Arts High School, donde se especializó en danza moderna, y estudió danza contemporánea en la Universidad Nacional de Artes de Corea.

## Carrera

### 2018-2024: Actividades predebut
En 2018, Tarzzan obtuvo el primer lugar en el Concurso Internacional de Danza Contemporánea de Corea. Durante dos años consecutivos, 2019 y 2020, ganó el Concurso Internacional de Danza Contemporánea Dong-A, convirtiéndose en el primer bailarín coreano en lograrlo. Además, obtuvo el primer puesto internacional en danza contemporánea, incluyendo el Gran Premio Tanz Olympia Asia de 2021, el Festival Internacional de Tanz de 2022 en Berlín, y el Concurso Internacional de Ballet Valentina Kozlova de 2022 en Nueva York.
Tarzzan firmó con YG KPlus y debutó como modelo en la Semana de la Moda de Seúl de 2022. Apareció en varias revistas de moda, incluyendo Vogue y GQ, y desfiló en la Semana de la Moda de Milán de 2024.

### 2025-presente: Debut con AllDay Project
En junio de 2025, Tarzzan debutó como miembro del grupo mixto surcoreano AllDay Project bajo la compañía The Black Label.

## Respaldos
Tarzzan y Cho Yi-hyun se convirtieron en los embajadores oficiales de Reebok para su colección de verano Vector 93.

## Filmografía

### Apariciones en vídeos musicales
| Año  | Título de la canción | Artista  | Ref.  |
| ---- | -------------------- | -------- | ----- |
| 2023 | "I Do"               | I-dle    | [ 9 ] |
| 2024 | "Supernatural"       | NewJeans | [ 6 ] |